# Esporângio

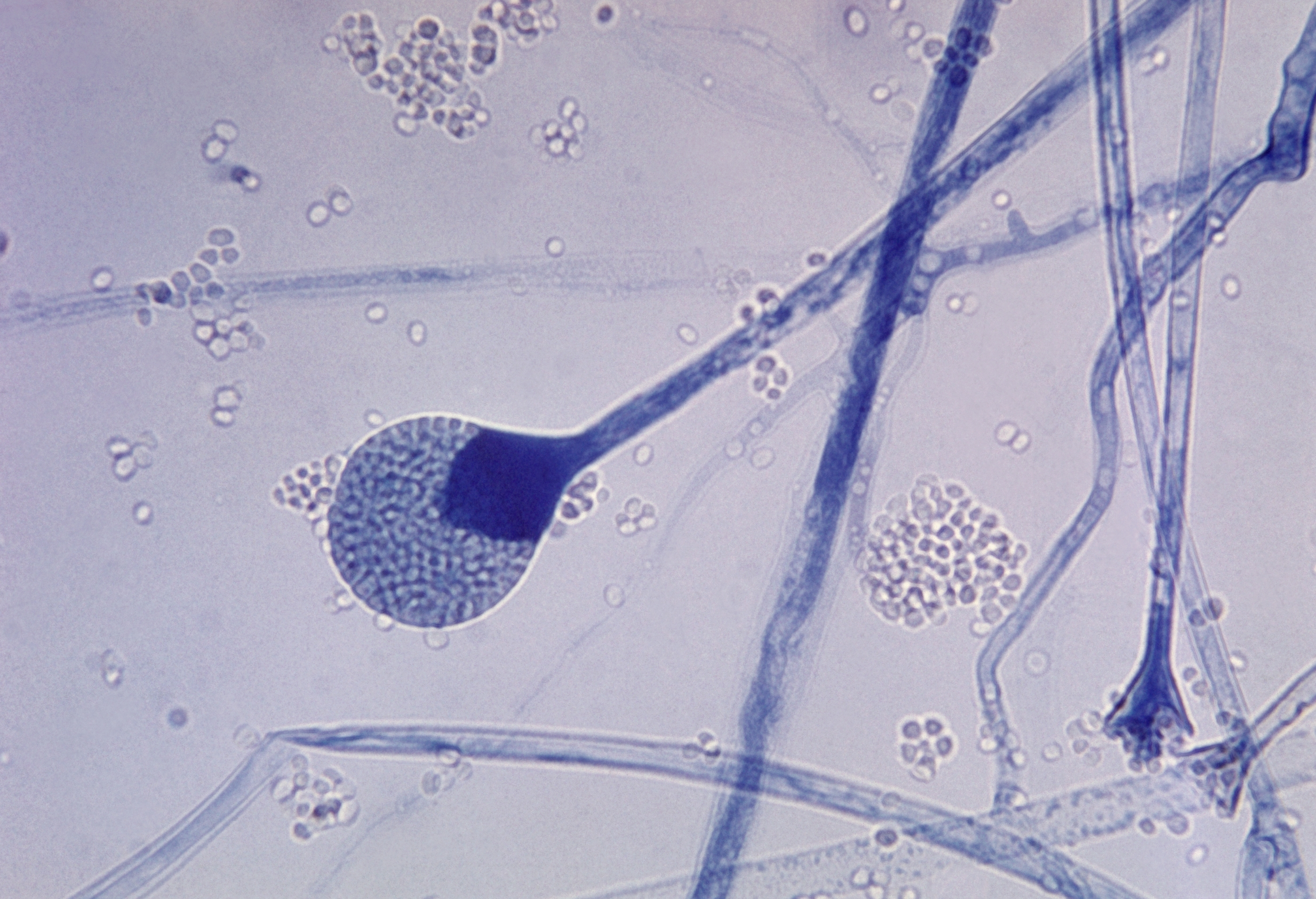
Esporângio maduro de um bolor do género Absidia.

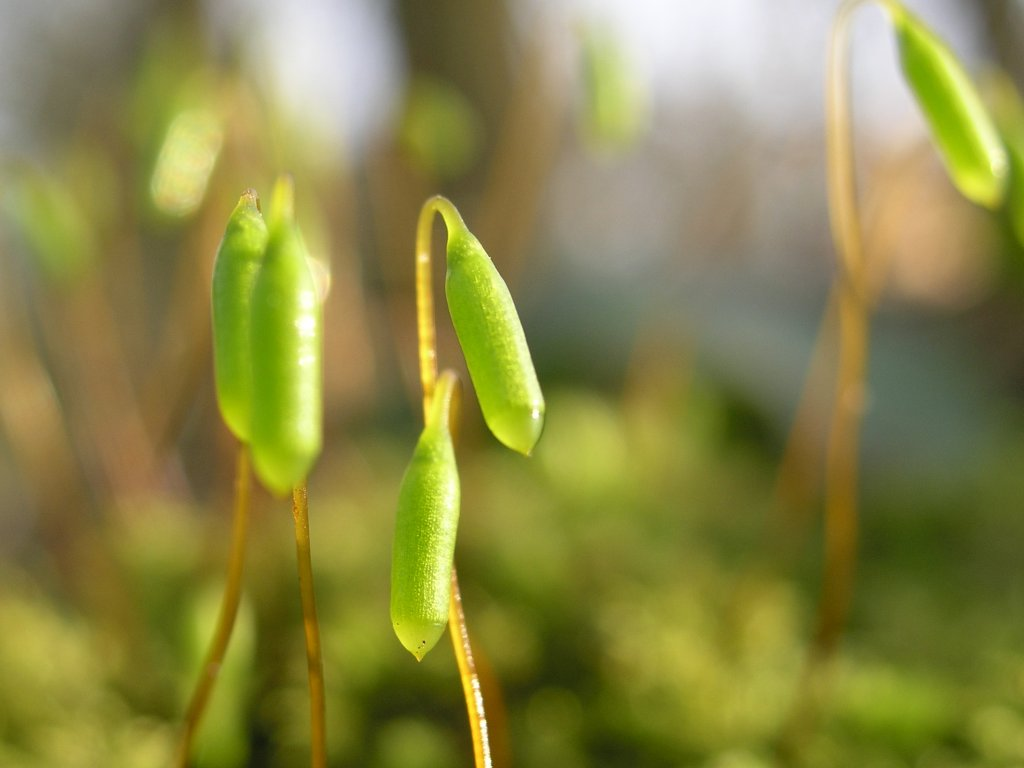
Esporângio de um briófito (um musgo).

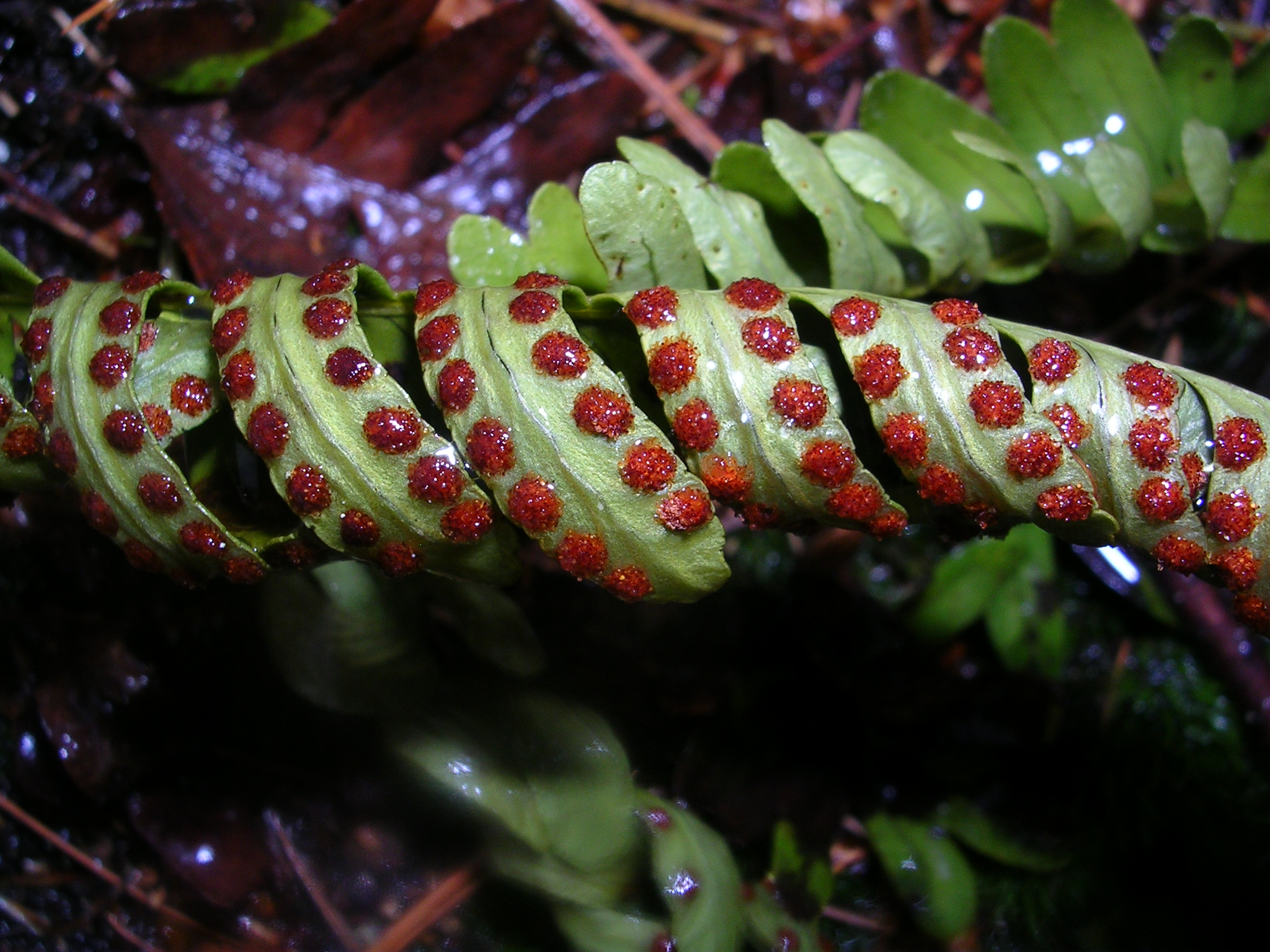
Esporângios (agrupados em soros) na fronde de um feto.

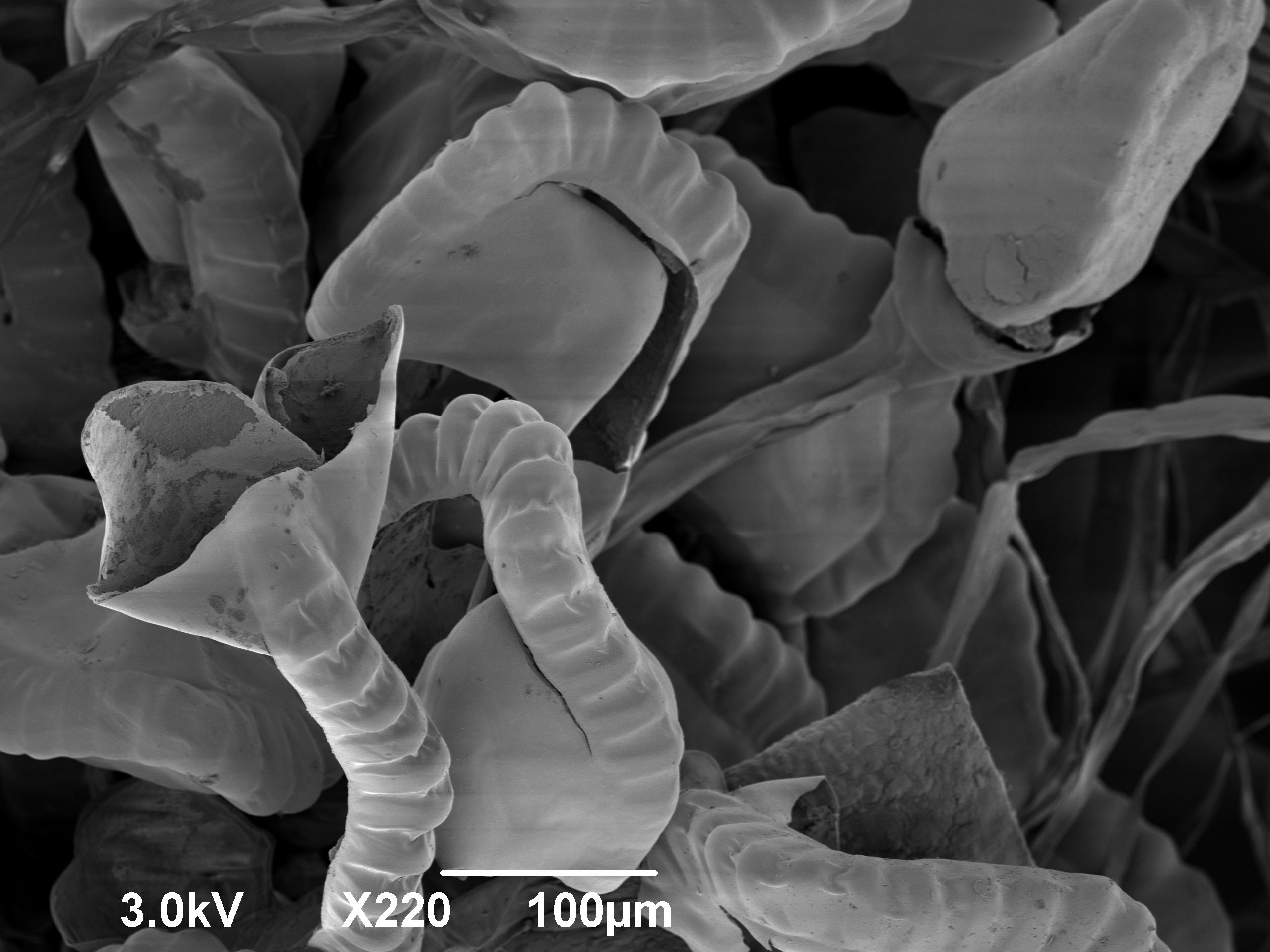
Micrografia obtida com recurso a microscopia electrónica de varrimento do leptosporângio de um pteridófito.

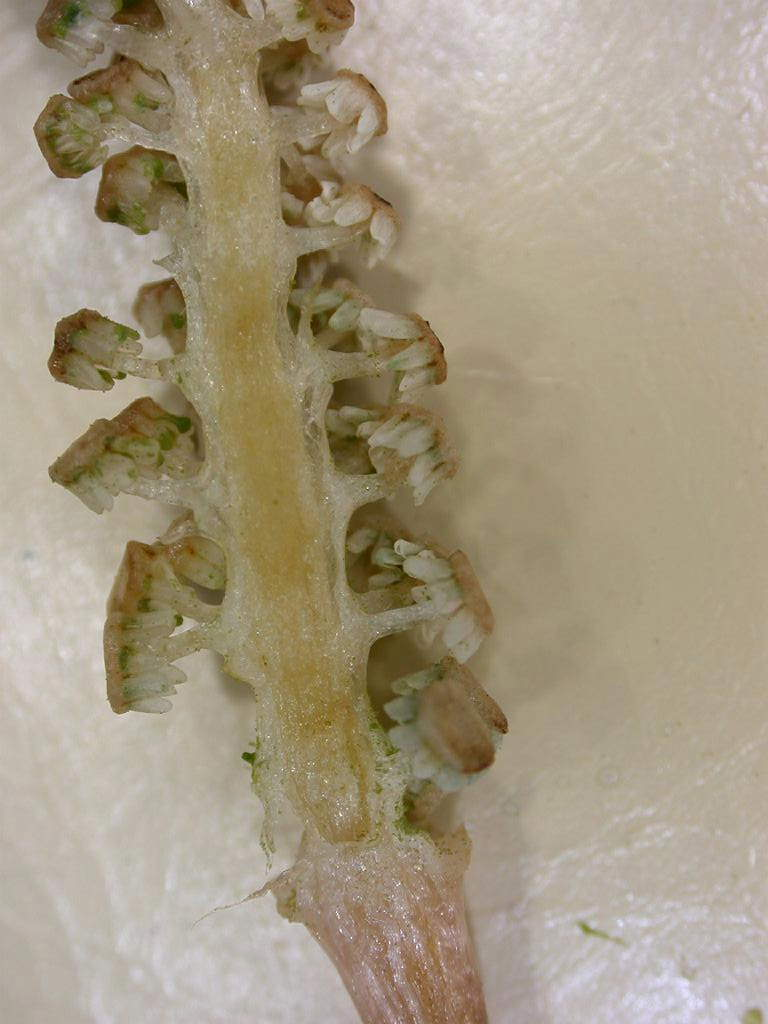
Estróbilo de Equisetum arvense cortado para revelar os esporângios no seu interior.

Esporângio (do neolatim: sporangium, do grego σπόρος (sporos) ‘esporo’ + αγγείον (angeion) ‘vaso’) é a estrutura anatómica no interior da qual os esporos são formados. Pode ser composta por uma única célula ou ser multicelular. Todas as plantas (Plantae) e fungos (Fungi), bem como muitas outras linhagens de seres vivos, formam esporângios numa das fases do seu ciclo de vida. Embora a esporogénese possa ocorrer por mitose, na vasta maioria das plantas terrestres e em muitos dos fungos, a esporogénese segue um processo de meiose e produz esporos haploides geneticamente distintos do esporófito (o organismo progenitor).

## Descrição
Em botânica, micologia e ciências conexas, designam-se por esporângios os órgãos das plantas e fungos que produzem esporos. Neste contexto, o vocábulo "plantas" é utilizado como termo genérico, como era usado na taxonomia de Lineu, e inclui não só as plantas vasculares (as espermatófitas e as pteridófitas), mas também as briófitas, algas e fungos, uma vez que todos estes grupos de seres vivos recorrem à formação esporângios para a sua reprodução. Os esporos produzidos em esporângios são por vezes designados por esporangiósporos para os distinguir dos esporos formados pelos protistas.
Nas espermatófitas, o esporófito (o "indivíduo" que produz esporos) corresponde à planta adulta, que produz dois tipos de esporos: os que dão origem aos gâmetas masculinos (os grãos de pólen) e os que originam os gâmetas femininos (os óvulos). Como os gâmetas masculinos são muito menores que os femininos, o órgão onde estes são produzidos designa-se por microsporângio, enquanto que o feminino se designa por megasporângio.
Nas angiospérmicas, o microsporângio é a antera das flores. Nas gimnospérmicas é a escama dos cones masculinos, também chamada microsporófilo (do latim: filos, "folha"). O megasporângio das angiospérmicas é o ovário das flores, enquanto nas gimnospérmicas, corresponde às escamas dos cones femininos (as pinhas) e toma a designação de megasporófilo.
Nos pteridófitos, tal como nas espermatófitas, o esporófito é a planta adulta e os esporos são produzidos em estruturas na página abaxial das folhas (ou frondes), designadas por soros, onde se encontram os esporângios. Por esta razão, quando existe diferenciação entre folhas que produzem esporos - ou folhas férteis - e folhas que não os produzem - ou folhas estéreis - as folhas férteis são também denominadas esporófilos.
Os esporângios dos pteridófitos do tippo designado por eusporangiados têm uma estrutura semelhante aos das espermatófitas, com paredes formadas por várias camadas de células. Estes esporângios abrem normalmente por uma fenda transversal e podem produzir centenas ou milhares de esporos.
Nos fetos leptosporangiados, no entanto, o esporângio tem origem numa única célula-mãe e está reduzido a uma pequena cápsula formada por uma única camada de células, com um pedúnculo formado por tricomas (ou "pelos" vegetais). Estes leptosporângios produzem sempre um número de esporos múltiplo de 16, na maior parte dos casos, 64 esporos.
Nos briófitos, a planta adulta é o gametófito que, por fecundação do óvulo por um anterozoide, dá origem a um esporófito que cresce a partir do próprio arquegónio (o equivalente ao ovário nestas plantas) na forma duma cápsula (que é o esporângio) localizada na extremidade de um pedúnculo. No início, o esporófito possui clorofila, mas logo a perde e passa a "parasitar" a planta-mãe, até produzir os esporos haploides que, depois de dispersos, vão dar origem a novas plantas.
Nas algas e nos fungos os esporângios formam-se em estruturas específicas de cada grupo taxonómico (o corpo frutífero) e tomam nomes específicos, tais como os ascos dos Ascomicetes ou os basídios dos Basidiomicetes.

## Fungos
Na maioria das espécies de fungos, o esporângio desempenha um papel central na reprodução assexuada e indirectamente na reprodução sexual. O esporângio forma-se sobre o esporangióforo e contém núcleos haplóides e citoplasma. Os esporos são formados no esporangióforo encapsulando cada núcleo haplóide e citoplasma numa membrana externa resistente. Dando continuação ao processo de reprodução assexuada, esses esporos são dispersos pelo vento ou pela água e germinam formando hifas haplóides.
A reprodução sexual nos fungos ocorre quando as hifas haplóides de dois indivíduos se unem para formar um zigosporângio que armazena zigósporos que contêm núcleos haplóides que no processo se fundem em núcleos diplóides.

## Plantas terrestres
Em musgos, hepáticas e antóceros, um esporófito não ramificado produz um único esporângio, que pode ser morfologicamente muito complexo. A maioria das plantas não vasculares, assim como muitas licófitas e a maioria dos fetos, são homospóricos (produzem apenas um tipo de esporo). Alguns briófitos, a maioria dos licófitos e alguns fetos são heterospóricos (produzem dois tipos distintos de esporo). Essas plantas produzem microsporos e megasporos, que dão origem a gametófitos que são funcionalmente masculinos ou femininos, respectivamente. Em alguns casos, os dois tipos de esporos são produzidos no mesmo esporângio e podem até se desenvolver juntos como parte de uma tétrade espórica. No entanto, na maioria das plantas heterospóricas existem dois tipos de esporângios, denominados microsporângios e megasporângias. Alguns fetos (das famílias Salviniaceae e Marsileaceae) e algumas licófitas (dos géneros Selaginella e Isoetes e diversos lepidodendrídeos extintos) são heterospóricos com dois tipos de esporângios, assim como todas as plantas com flor.
Os esporângios podem ser terminais (formando-se nas extremidades) ou laterais (colocados ao longo do lado) das hastes ou associados às folhas ou frondes. Nos fetos, os esporângios são tipicamente encontrados na superfície abaxial (lado de baixo) da folha e são densamente agregados em aglomerados designados por soros. Os soros podem ser recobertos por uma estrutura designada por indúsio. Alguns fetos apresentam os esporângios dispersos ao longo de segmentos de folhas reduzidos ou ao longo (ou apenas no interior) da margem da folha.
As licófitas, ao contrário, apresentam os esporângios na superfície adaxial (o lado superior) das folhas ou lateralmente nos caules. As folhas que possuem esporângios são chamadas de esporófilos. Se a planta é heterospórica, as folhas portadoras de esporângios distinguem-se como miscrosporófilos ou megasporófilos. Nas plantas com semente, os esporângios estão normalmente localizados dentro de estróbilos ou flores.
As Cycadophyta formam os seus microsporangia em microsporófilos que são agregados em estróbilos. Os megasporângios são formados dentro de óvulos, que são agregados sobre megasporófilos, que ocorrem em estróbilos em plantas separadas (todas as cicas são dióicas).
As coníferas tipicamente apresentam microsporângios em microsporófilos agregadas em estróbilos polínicos com consistência semelhante a papel. Os óvulos estão localizados em eixos estaminais modificados, formando escamas ovulíferas compostas.
As plantas floríferas contêm microsporângios nas anteras dos estames (tipicamente quatro microsporângios por antera) e megasporângios em óvulos dentro dos ovários. Em todas as plantas com sementes, os esporos são produzidos por meiose e desenvolvem-se em gametófitos enquanto permanecem dentro do esporângio. Os micrósporos transformam-se em microgametófitos (pólen). Os megásporos transformam-se em megagametófitos (os sacos embrionários).

## Eusporângios e leptosporângios

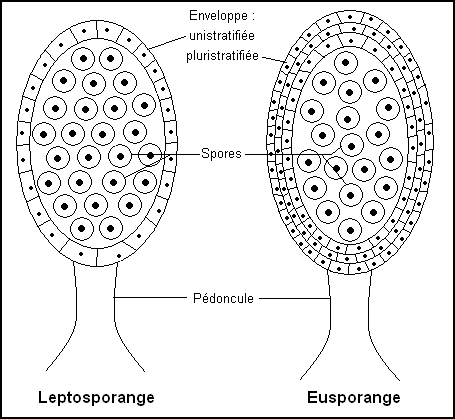
Representação esquemática de um eusporângio e de um leptosporângios mostrando as diferenças entre ambos.

As plantas vasculares são frequentemente categorizadas em eusporangiadas e leptosporangiadas com base na sequência de desenvolvimento dos seus esporângios, os quais são designados por:
- Leptosporângio — o desenvolvimento envolve uma única célula inicial que se torna o caule, a parede e os esporos no interior do esporângio. Neste casos são produzidos um número de esporos que é sempre múltiplo de 16, em geral 64 esporos por leptosporângio. Este tipo de sequência de desenvolvimento está restrito a alguns pteridófitos, os quais são frequentemente designados por fetos leptosporangiados ou, em classificações mais antigas, designados por Leptosporangiatae;
- Eusporângio — o desenvolvimento envolve uma camada inicial de células, as quais se diferenciam para formar o esporângio e os esporos nele contidos. Este tippo de sequência de desenvolvimento é de longe a dominante, sendo comum a todas as outras plantas vasculares e alguns pteridófitos primitivos. Um eusporângio é maior que um leptosporângio (portanto, contém mais esporos) e a sua parede é multi-camada. Embora nalguns casos a parede possa ser esticada e danificada, resultando em apenas numa camada de células remanescente, a estrutura é sempre originada por múltiplas camadas de células. As plantas que apresentam este tipo de esporângios são designadas por eusporangiadas, sendo comum referir os pteridófitos que apresentam este tipo de sequência de desenvolvimento do esporângio por Eusporangiatae.

## Sinângios e soros
Um aglomerado de esporângios que se fundiram no desenvolvimento formam uma estrutura que é designada por sinângio. Este tipo de estrutura é comum nos fetos do género Psilotum e entre as Marattiaceae, especialmente nos géneros Christensenia, Danaea e Marattia.
Designam-se por soros os agrupamentos de esporângios, que apesar de poderem ser densos, não apresentam fusão entre si.

## Estrutura interna
A columela é uma estrutura estéril (não-reprodutiva) que suporta o esporângio prolongando-se para o seu interior. Nos fungos, a columela, que pode ser ramificada ou não ramificada, podendo ser de origem fúngica ou originada pelo hospedeiro nos casos de parasitismo. As espécies de Secotium apresentam uma columela simples, não ramificada, enquanto que nas espécies de Gymnoglossum, a columela é ramificada. Em algumas espécies de Geastrum a columela aparece como uma extensão do pedúnculo na massa de esporos (a gleba).